# Listen Tour

Listen Tour es la sexta gira mundial del cantante y DJ francés  David Guetta, para promoción de su sexto álbum Listen. Comenzó el 4 de diciembre de 2014, en Nueva York, Estados Unidos en el Marquee Club.

## Shows
| Fecha                    | Ciudad                 | País                   | Lugar                                      | Audiencia              | Recaudación            |
| Parte 1 — Norteamérica   | Parte 1 — Norteamérica | Parte 1 — Norteamérica | Parte 1 — Norteamérica                     | Parte 1 — Norteamérica | Parte 1 — Norteamérica |
| ------------------------ | ---------------------- | ---------------------- | ------------------------------------------ | ---------------------- | ---------------------- |
| 4 de diciembre de 2014   | New York               | Estados Unidos         | Marquee Club                               | —                      | —                      |
| 5 de diciembre de 2014   | Miami                  | Estados Unidos         | Nocturnal Nightclub                        | —                      | —                      |
| 30 de diciembre de 2014  | Montreal               | Canadá                 | New City Gas                               | —                      | —                      |
| 31 de diciembre de 2014  | Cancún                 | México                 | Panic en la Playa                          | —                      | —                      |
| Parte 2 — Sudamérica     |                        |                        |                                            |                        |                        |
| 2 de enero de 2015       | Florianópolis          | Brasil                 | Arena One                                  | —                      | —                      |
| 3 de enero de 2015       | Xangri-lá              | Brasil                 | Maori Beach Club                           | —                      | —                      |
| 3 de enero de 2015       | Punta del Este         | Uruguay                | El Jagüel Airport                          | —                      | —                      |
| 4 de enero de 2015       | Guarapari              | Brasil                 | Arena Pedreira                             | —                      | —                      |
| 8 de enero de 2015       | Olinda                 | Brasil                 | Centro de Convenções de Pernambuco         | —                      | —                      |
| 9 de enero de 2015       | Salvador               | Brasil                 | Parque das Exposições                      | —                      | —                      |
| 10 de enero de 2015      | Fortaleza              | Brasil                 | Centro de Eventos do Ceará                 | —                      | —                      |
| 11 de enero de 2015      | Belo Horizonte         | Brasil                 | Expominas                                  | —                      | —                      |
| 15 de enero de 2015      | Uberlândia             | Brasil                 | Estadio Parque do Sabiá                    | —                      | —                      |
| 16 de enero de 2015      | Brasília               | Brasil                 | Pavilhão de Exposições do Parque da Cidade | —                      | —                      |
| 17 de enero de 2015      | São Paulo              | Brasil                 | Anhembi Convention Center                  | —                      | —                      |
| 18 de enero de 2015      | Ribeirão Preto         | Brasil                 | Estadio Santa Cruz                         | —                      | —                      |
| 19 de enero de 2015      | Río de Janeiro         | Brasil                 | Riocentro                                  | —                      | —                      |
| Parte 3 — Norteamérica   |                        |                        |                                            |                        |                        |
| 28 de febrero de 2015    | Ciudad de México       | México                 | Autódromo Hermanos Rodríguez               | 92,866 / 100,000       | $3,776,829             |
| 19 de marzo de 2015      | Texas                  | Estados Unidos         | South Padre Island                         | —                      | —                      |
| 20 de marzo de 2015      | Los Ángeles            | Estados Unidos         | Hollywood Palladium                        | —                      | —                      |
| 20 de marzo de 2015      | Las Vegas              | Estados Unidos         | XS Nightclub                               | —                      | —                      |
| 21 de marzo de 2015      | San Jose               | Estados Unidos         | Event Center Arena                         | —                      | —                      |
| 3 de abril de 2015       | Las Vegas              | Estados Unidos         | XS Nightclub                               | —                      | —                      |
| 4 de abril de 2015       | Las Vegas              | Estados Unidos         | Encore Beach Club                          | —                      | —                      |
| 5 de abril de 2015       | Montreal               | Canadá                 | Bell Centre                                | —                      | —                      |
| 10 de abril de 2015      | Las Vegas              | Estados Unidos         | XS Nightclub                               | —                      | —                      |
| 11 de abril de 2015      | Las Vegas              | Estados Unidos         | Encore Beach Club                          | —                      | —                      |
| 12 de abril de 2015      | Indio                  | Estados Unidos         | Empire Polo Club                           | —                      | —                      |
| 17 de abril de 2015      | Las Vegas              | Estados Unidos         | XS Nightclub                               | —                      | —                      |
| 18 de abril de 2015      | Las Vegas              | Estados Unidos         | Encore Beach Club                          | —                      | —                      |
| 19 de abril de 2015      | Indio                  | Estados Unidos         | Empire Polo Club                           | —                      | —                      |
| 25 de abril de 2015      | Las Vegas              | Estados Unidos         | XS Nightclub                               | —                      | —                      |
| 26 de abril de 2015      | Las Vegas              | Estados Unidos         | Encore Beach Club                          | —                      | —                      |
| 1 de mayo de 2015        | Las Vegas              | Estados Unidos         | XS Nightclub                               | —                      | —                      |
| 2 de mayo de 2015        | Las Vegas              | Estados Unidos         | Encore Beach Club                          | —                      | —                      |
| 9 de mayo de 2015        | Las Vegas              | Estados Unidos         | XS Nightclub                               | —                      | —                      |
| 10 de mayo de 2015       | Las Vegas              | Estados Unidos         | Encore Beach Club                          | —                      | —                      |
| 16 de mayo de 2015       | Las Vegas              | Estados Unidos         | XS Nightclub                               | —                      | —                      |
| 17 de mayo de 2015       | Las Vegas              | Estados Unidos         | Encore Beach Club                          | —                      | —                      |
| 24 de mayo de 2015       | Las Vegas              | Estados Unidos         | XS Nightclub                               | —                      | —                      |
| 25 de mayo de 2015       | Las Vegas              | Estados Unidos         | Encore Beach Club                          | —                      | —                      |
| Parte 4 — Europa         |                        |                        |                                            |                        |                        |
| 28 de mayo de 2015       | Ibiza                  | Spain                  | Pacha 67 Sailboat                          | —                      | —                      |
| 4 de junio de 2015       | Ibiza                  | Spain                  | Pacha 67 Sailboat                          | —                      | —                      |
| 5 de junio de 2015       | Prague                 | Czech Republic         | O2 Arena                                   | —                      | —                      |
| 6 de junio de 2015       | Milán                  | Italy                  | Assago Summer Arena                        | —                      | —                      |
| 7 de junio de 2015       | Frankfurt              | Germany                | Commerzbank-Arena                          | —                      | —                      |
| 11 de junio de 2015      | Ibiza                  | Spain                  | Pacha 67 Sailboat                          | —                      | —                      |
| 18 de junio de 2015      | Ibiza                  | Spain                  | Pacha 67 Sailboat                          | —                      | —                      |
| 25 de junio de 2015      | Ibiza                  | Spain                  | Pacha 67 Sailboat                          | —                      | —                      |
| 26 de junio de 2015      | Hamburg                | Germany                | O2 World                                   | —                      | —                      |
| 27 de junio de 2015      | Mönchengladbach        | Germany                | Warsteiner HockeyPark                      | —                      | —                      |
| 2 de julio de 2015       | Ibiza                  | Spain                  | Pacha 67 Sailboat                          | —                      | —                      |
| 4 de julio de 2015       | Ravensburg             | Germany                | BigCityBeats SommerTagTraum                | —                      | —                      |
| 5 de julio de 2015       | London                 | England                | Finsbury Park                              | —                      | —                      |
| 10 de julio de 2015      | Chorley                | England                | T in the Park                              | —                      | —                      |
| 11 de julio de 2015      | Aix-les-Bains          | France                 | Musilac Music Festival                     | —                      | —                      |
| 16 de julio de 2015      | Carhaix                | France                 | Vieilles Charrues Festival                 | —                      | —                      |
| 19 de julio de 2015      | Carhaix                | France                 | Vieilles Charrues Festival                 | —                      | —                      |
| 23 de julio de 2015      | Ibiza                  | Spain                  | Pacha 67 Sailboat                          | —                      | —                      |
| 24 de julio de 2015      | Boom                   | Belgium                | Tomorrowland                               | —                      | —                      |
| 30 de julio de 2015      | Ibiza                  | Spain                  | Pacha 67 Sailboat                          | —                      | —                      |
| 31 de julio de 2015      | Arcachon               | France                 | Festival Arcachon en Scène                 | —                      | —                      |
| 1 de agosto de 2015      | Marbella (Málaga)      | Spain                  | — Estadio Municipal San Pedro Alcántara    | — -                    |                        |
| Cluj-Napoca              | Romania                | Untold Festival        | —                                          | —                      |                        |
| 6 de agosto de 2015      | Ibiza                  | Spain                  | Pacha 67 Sailboat                          | —                      | —                      |
| 7 de agosto de 2015      | Helsinki               | Finland                | Weekend Festival                           | —                      | —                      |
| 9 de agosto de 2015      | Colmar                 | France                 | Théâtre de Plein Air                       | —                      | —                      |
| 13 de agosto de 2015     | Ibiza                  | Spain                  | Pacha 67 Sailboat                          | —                      | —                      |
| 14 de agosto de 2015     | Vilamoura              | Portugal               | Estadio Vilamoura                          | —                      | —                      |
| 20 de agosto de 2015     | Ibiza                  | Spain                  | Pacha 67 Sailboat                          | —                      | —                      |
| 22 de agosto de 2015     | Graz                   | Austria                | Lake Festival                              | —                      | —                      |
| 27 de agosto de 2015     | Ibiza                  | Spain                  | Pacha 67 Sailboat                          | —                      | —                      |
| 3 de septiembre de 2015  | Ibiza                  | Spain                  | Pacha 67 Sailboat                          | —                      | —                      |
| 10 de septiembre de 2015 | Ibiza                  | Spain                  | Pacha 67 Sailboat                          | —                      | —                      |
| 17 de septiembre de 2015 | Ibiza                  | Spain                  | Pacha 67 Sailboat                          | —                      | —                      |
| 24 de septiembre de 2015 | Ibiza                  | Spain                  | Pacha 67 Sailboat                          | —                      | —                      |
| 18 de diciembre de 2015  | París                  | France                 | Bercy Arena                                | —                      | —                      |
| 19 de diciembre de 2015  | París                  | France                 | Bercy Arena                                | —                      | —                      |
| Total                    | Total                  | Total                  | Total                                      | 92,866 / 100,000       | $3,776,829             |